# Krokträsket (Piteå socken, Norrbotten, 726329-168410)
Krokträsket är en sjö i Piteå kommun i Norrbotten och ingår i Byskeälvens huvudavrinningsområde. Sjön har en area på 0,179 kvadratkilometer och ligger 373,2 meter över havet. Sjön avvattnas av vattendraget Krokträskbäcken.

## Delavrinningsområde
Krokträsket ingår i det delavrinningsområde (726334-168441) som SMHI kallar för Ovan 726184-168308. Medelhöjden är 375 meter över havet och ytan är 6,02 kvadratkilometer. Det finns inga avrinningsområden uppströms utan avrinningsområdet är högsta punkten. Krokträskbäcken som avvattnar avrinningsområdet har biflödesordning 2, vilket innebär att vattnet flödar genom totalt 2 vattendrag innan det når havet efter 110 kilometer. Avrinningsområdet består mestadels av skog (83 procent). Avrinningsområdet har 0,27 kvadratkilometer vattenytor vilket ger det en sjöprocent på 4,4 procent.